# Manuel Sobral Pinto
Manuel Sobral Pinto (? — ?) foi um político brasileiro.
Foi 1º vice-presidente da província de Alagoas, assumindo a presidência interinamente por cinco vezes, de 20 de abril a 16 de maio de 1848, de 4 de junho a 2 de novembro de 1850, de 30 de junho a 14 de outubro de 1851, 30 de abril a 22 de setembro de 1852 e de 18 de abril a 19 de outubro de 1853.